# Черкащина (футбольный клуб)
«Черкащина» (укр. «Черкащина») — бывший украинский футбольный клуб из города Черкассы. Основан в 2010 году под названием «Славутич», прекратил существование в 2021. Полуфиналист Кубка Украины 2013/14.

## История названий
- 2010—2014 — «Славутич» (Черкассы)
- 2014—2018 — «Черкасский Днепр» (Черкассы)
- 2018—2019 — «Черкащина-Академия» (Белозорье)
- С 2019 — «Черкащина» (Черкассы)

## История

### Создание клуба
Футбольный клуб «Славутич» (Черкассы) был создан 10 июня 2010 года, по инициативе губернатора Черкасской области Сергея Борисовича Тулуба, который стал его почётным президентом. Главным тренером команды был назначен Александр Кирилюк. В коллектив были приглашены перспективные воспитанники черкасского футбола. Свой первый официальный матч команда провела 4 мая 2011 года на Центральном стадионе в Черкассах, где в рамках любительского чемпионата Украины со счётом 1:0 был обыгран клуб «Диназ» из Вышгорода. Первый гол «Славутича» в официальных матчах забил Олег Гопка, а команда дебютировала в таком составе: А. Ленченков, М. Сиденко, В. Александров, Д. Кучер, М. Лисоконь, А. Лобов, Д. Кошелюк, Е. Гуд (капитан), А. Бабиюк (Е. Трандафилов, 66), М. Сергийчук (Р. Коломиец, 90), О. Гопка (В. Аджубей, 89).

### Выступления среди профессиональных клубов
Летом 2011 года «Славутич» прошёл аттестацию в ПФЛ Украины, получив статус профессионального клуба. Официальный дебют в статусе профессиональной команды состоялся 16 июля. В поединке на Кубок Украины «Славутич» — «Мир» (Горностаевка) черкасские футболисты одержали победу со счётом 1:0. Первый кубковый гол записал на свой счёт Сергей Таран. Первый матч в чемпионатах Украины среди профессиональных клубов «Славутич» провёл 23 июля 2011 года. В матче турнира второй лиги сезона 2011/12 против тернопольской «Нивы» черкасская команда разгромила соперника со счётом 3:0, а первый гол команды в чемпионатах Украины, уже на пятой минуте забил Сергей Таран. «Славутич» дебютный для себя поединок провёл в таком составе: А. Крупниченко, В. Кобзистый (В. Котов, 77), О. Кононихин (М. Лысоконь), Д. Фаворов, Т. Листопад, А. Лобов (Д. Кошелюк, 86), Е. Гуд (к), А. Шуляк, С. Таран (М. Дулуб, 69), М. Сергийчук (М. Гапон, 63), Д. Атаманюк. Свой первый сезон среди профессиональных клубов «Славутич» провёл довольно успешно, финишировав на 3 месте в своей группе второлигового турнира.
В следующем сезоне перед командой была поставлена задача выйти в первую лигу. Начало чемпионата подопечные Александра Кирилюка провели неплохо, в итоге завершив 1 круг на втором месте. 23 сентября 2012 года «Славутич» провёл матч на Кубок Украины против команды Премьер-лиги «Волынь». По ходу матча «Славутич» побеждал соперника со счётом 1:0, но на последних секундах основного времени луцкая команда сравняла счёт и забив в дополнительном тайме, выбила черкассчан из кубкового турнира. После этого поединка в «Славутиче» начался игровой кризис: из последующих пяти поединков чемпионата команда проиграла четыре, после чего руководством клуба был отправлен в отставку главный тренер Александр Кирилюк, и в оставшихся матчах осенней части первенства, командой руководил его бывший ассистент Анатолий Дейнеко. В зимнее межсезонье 1 февраля 2013 года новым наставником «Славутича» был назначен заслуженный тренер Украины Сергей Пучков. Сезон команда завершила снова на 3 месте в своей группе, так и не сумев пробиться в первую лигу. После заключительного матча турнира, в котором черкасский клуб разгромил с рекордным для себя счётом 7:0 команду «Скала» (Стрый), Пучков, по соглашению с руководством, покинул клуб, а его место на тренерском мостике занял один из его помощников — Игорь Петров.

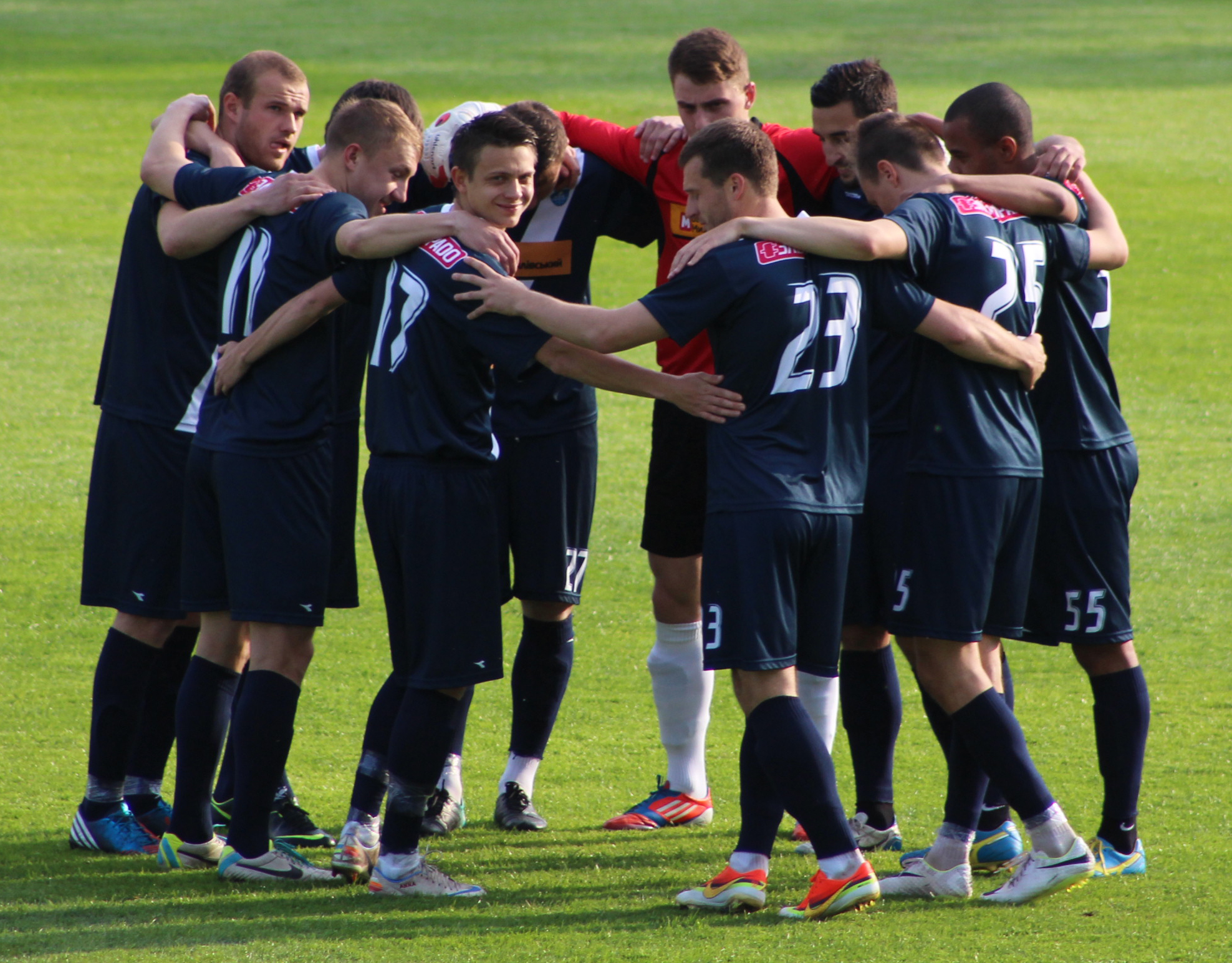
1.05.2014 «Славутич» перед матчем с «Оболонью-Бровар»

Первую часть сезона 2013/14 команда начала уверенно, продолжительное время занимая верхние строчки в турнирной таблице, но осенью сыграв ряд неудачный матчей, сдала позиции, закончив первую часть сезона на 6 месте. В Кубке Украины «Славутич» выступил более успешно, по ходу турнира обыграв команды «Реал Фарма», «Таврия», «Авангард» (Краматорск), впервые в своей истории пробившись в 1/4 финала. В декабре 2013 года, в руководстве клуба произошли изменения — генеральным директором стал, известный на Украине спортивный функционер Владимир Лашкул, а пост спортивного директора ФК «Славутич» занял его первый тренер — Александр Кирилюк. Кроме того, по семейным обстоятельствам покинул команду её наставник, Игорь Петров. Новым главным тренером стал Юрий Бакалов, 25 декабря 2013 года подписавший с клубом годичный контракт, с возможной его пролонгацией ещё на год.
26 марта 2014 года в 1/4 Кубка Украины обыграв в серии пенальти тернопольскую «Ниву», «Славутич» стал первой в истории украинских кубковых соревнований командой из Второй лиги, вышедшей в полуфинал турнира. В полуфинале, который состоялся 7 мая 2014 года, черкащане дома сразились донецким «Шахтёром». Несмотря на все старания, за 90 минут основного времени, действующий чемпион Украины так и не сумел поразить ворота команды второй лиги. Выяснение отношений перенеслось в дополнительное время. На 105 минуте матча Луис Адриано вынудил сфолить Лобова в непосредственной близости от штрафной. К мячу подошёл Эдуардо, пробивший не сильно, но точно в угол не контролируемый вратарём — 0:1. До конца дополнительного времени удары Тайсона и Бернарда довели счёт до разгромного. 0:3 и «Славутич» сошёл с дистанции за шаг до решающего поединка.

### С сезона 2014/15
18 июля 2014 года ФК «Славутич» (Черкассы) был переименован в ФК «Черкасский Днепр». В сезоне 2014/15 команда стартовала уже под новым названием. В первом матче «Черкасский Днепр» проиграл в гостях «Скале» (Стрый) 0:1, а через несколько дней клуб по согласию сторон разорвал сотрудничество с Юрием Бакаловым. Временно исполняющим обязанности главного тренера был назначен Игорь Столовицкий, который до этого был первым помощником Бакалова. Потерпев поражение в выездном поединке 7 тура от своего основного конкурента в борьбе за путёвку в первую лигу, киевской команды «Оболонь-Бровар», днепряне больше не проигрывали. К зимнему межсезонью команда занимала второе место, а в весенней части первенства, взяв реванш за поражение в первом круге над коллективом из Киева, возглавила турнирную таблицу. За три тура до финиша чемпионата черкащане дома одолели «Скалу» 1:0, после чего его отрыв от третьей команды — кременчугского «Кремня» — составил недосягаемые одиннадцать очков, тем самым «Черкасский Днепр» обеспечил себе путёвку в первую лигу. Одержав победы в оставшихся матчах, черкасский клуб стал победителем первенства второй лиги Украины. По итогам сезона форвард команда Александр Батальский, забивший 18 голов, стал лучшим бомбардиром турнира. Кроме того, согласно опросу ПФЛ Украины, нападающий был также признан лучшим футболистом сезона, а лучшим тренером второй лиги был назван наставник черкасской команды Игорь Столовицкий.
30 октября 2017 года было объявлено о том, что клуб переезжает в село Белозорье и будет иметь название «Черкасский Днепр — Академия Белозорье». В марте 2021 года команда была снята с чемпионата

## Символика клуба

### Клубные цвета
Цвета клуба — красно-бело-синие.
| Красный | Белый | Синий |

### Эмблема
Эмблема «Славутича» была выполнена в традиционных для черкасского «Днепра» цветах — красном, синем и белом. Под названием клуба была расположена казаческая чайка, название города — Черкассы и год основания клуба — 2010.
Современная эмблема «Черкасского Днепра» была представлена 29 июля 2014 года. В этой эмблеме были сохранены цвета клуба — красный, синий и белый. С целью придания эмблеме патриотичности была добавлена полоса жёлтого цвета, которая в сочетании с синим образует флаг Украины. С эмблемы «Славутича» сохранилась казаческая лодка — чайка — символ реки Днепр. Также в композицию был добавлен казак — символ Черкасчины как казаческого края и цифры 1955 — год основания в Черкассах первой команды мастеров. Эмблема была разработана черкасским дизайнером Павлом Шардиным по техническому заданию клуба.

### Форма
| 2011—2012 | 2012—2013 | 2014 | 2014 | 2014—2015 | 2014—2015 | 2015—2016 | 2016—н. в. |

- Дизайн игровой формы «Славутича» с диагональной полосой от итальянского бренда diadora был представлен 20 марта 2014 года[16].
- Первый дизайн игровой формы «Черкасского Днепра» был представлен 2 августа 2014 года[17]. Экипировка белого и голубого цветов с золотистой каёмочкой была изготовлена по подготовленному в клубе эскизу украинской фирмой Swift. Интернет портал Football.ua назвал эту форму «лучшей формой лета 2014 года в украинском футболе»[15].
- Летом 2015 года перед стартом в первой лиге команда представила новую форму, главным элементом которой стал традиционный для украинских вышиванок орнамент[18].

| Период     | Производители формы | Ист.   |
| 2010—2013  | Adidas              | [ 19 ] |
| 2014       | Diadora             | [ 20 ] |
| 2014—2016  | Swift               | [ 21 ] |
| 2016—н. в. | Lotto               | [ 20 ] |

| Период    | Титульный спонсор | Ист.   |
| 2011—2013 | Ходак             | [ 22 ] |
| 2014—2016 | Банк Михайловский | [ 23 ] |

## Бюджет
| Период     | Почётный президент  | Ист.   |
| 2011—2014  | Сергей Тулуб        | [ 24 ] |
| 2014—2016  | Игорь Дорошенко     | [ 25 ] |
| 2016—н. в. | Анатолий Бондаренко | [ 26 ] |

| Период    | Генеральный спонсор | Ист.   |
| 2011—2013 | Ходак               | [ 27 ] |
| 2014—2016 | Эльдорадо           | [ 23 ] |

## Стадион
Стадион «Центральный»

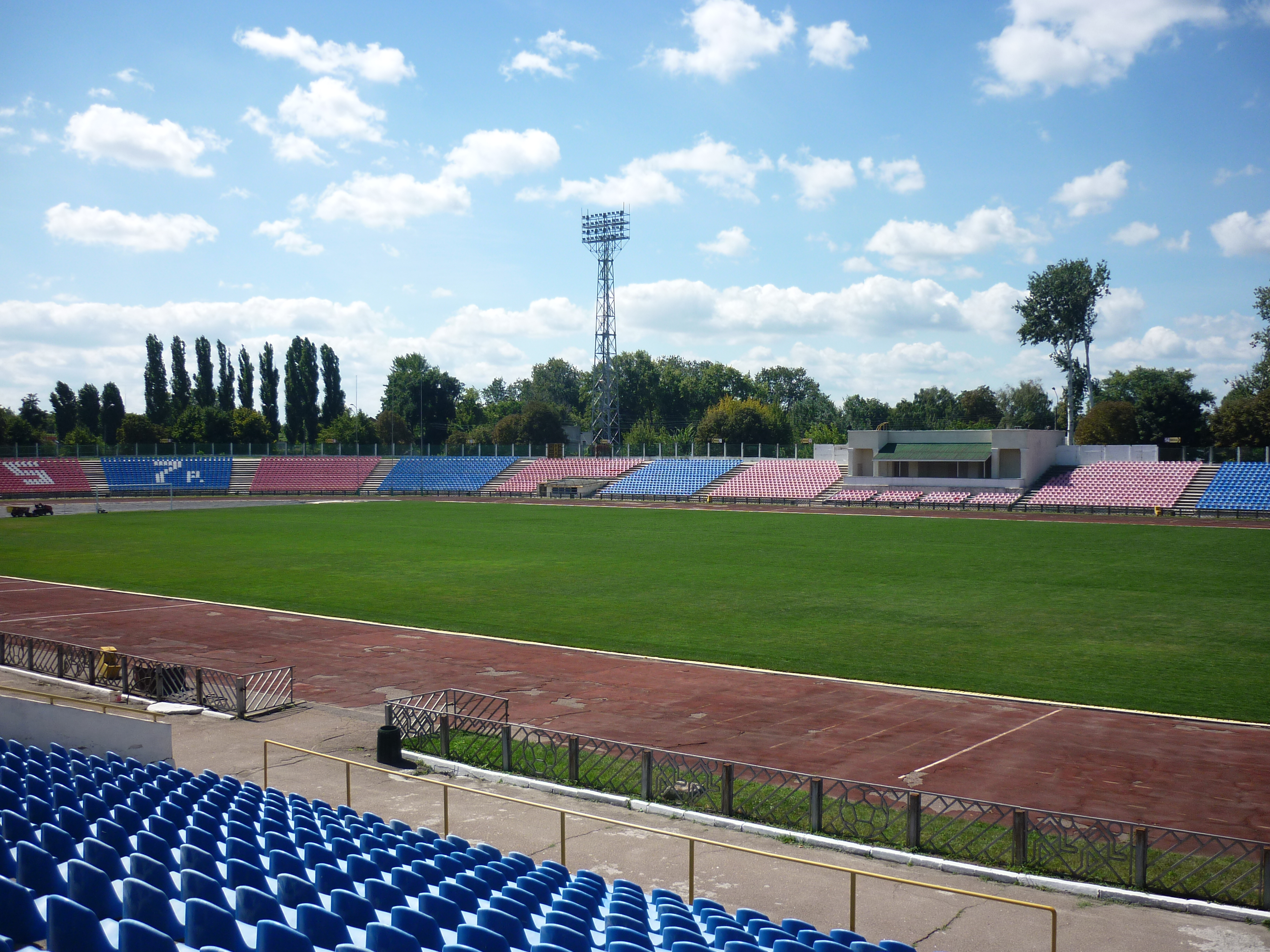
Трибуны стадиона

Местоположение: Украина, г. Черкассы, ул. Смелянская, 78.

Вместимость: 10 340

Размеры поля:

Освещение:

Построен: 1957

Первый матч: 9 ноября 1957 года, товарищеский между черкасским «Колгоспныком» и киевским «Динамо» (1:3)

Прежние названия:
1957—1958: ДСТ «Колгоспнык»
1958—1992: им. Ленинского комсомола

## Болельщики

### Наиболее посещаемые официальные матчи «Славутича» на домашнем стадионе
данные представлены по состоянию на 30 июля 2016 года
| № | Дата       | Посещ. | Турнир | Соперник              | Счёт          | Ист.   |
| - | ---------- | ------ | ------ | --------------------- | ------------- | ------ |
| 1 | 07.05.2014 | 10.300 | Кубок  | Шахтёр (Донецк)       | 0:3 д. в.     | [ 4 ]  |
| 2 | 26.03.2014 | 10.300 | Кубок  | Нива (Тернополь)      | 1:1, пен. 4:3 | [ 38 ] |
| 3 | 23.09.2012 | 9.500  | Кубок  | Волынь (Луцк)         | 1:3 д. в.     | [ 38 ] |
| 4 | 07.04.2012 | 8.300  | 2 лига | Динамо (Хмельницкий)  | 1:0           | [ 38 ] |
| 5 | 07.04.2016 | 7.500  | 1 лига | Горняк (Кривой Рог)   | 2:1           | [ 40 ] |
| 6 | 27.05.2016 | 6.800  | 1 лига | Динамо-2 (Киев)       | 3:1           | [ 40 ] |
| 7 | 30.10.2013 | 6.700  | Кубок  | Авангард (Краматорск) | 1:0           | [ 38 ] |
| 8 | 25.09.2011 | 6.300  | 2 лига | Сумы                  | 1:2           | [ 38 ] |

### Средняя посещаемость домашнего стадиона
в расчётах учтены только матчи чемпионата Украины

## История выступлений
| Сезон   | Лига | Лига                        | Лига    | Лига | Лига | Лига | Лига | Лига | Лига | Лига | Лига   | Лига            | Кубок         | Примечания                               | Ист.          |
| Сезон   | У    | Дивизион                    | Место   | И    | В    | Н    | П    | МЗ   | МП   | О    | Посещ. | Бомбардир       | Кубок         | Примечания                               | Ист.          |
| ------- | ---- | --------------------------- | ------- | ---- | ---- | ---- | ---- | ---- | ---- | ---- | ------ | --------------- | ------------- | ---------------------------------------- | ------------- |
| 2011/12 | IIІ  | Вторая лига Группа «А»      | 3 из 14 | 26   | 15   | 8    | 3    | 35   | 15   | 53   | 3 546  | Сергийчук (8)   | 2 предв. этап |                                          | [ 41 ] [ 42 ] |
| 2012/13 | IIІ  | Вторая лига 1 этап. Гр. «А» | 4 из 11 | 20   | 10   | 4    | 6    | 26   | 18   | 34   | 2 730  | Сергийчук (9)   | 1/16 финала   |                                          | [ 43 ] [ 44 ] |
| 2012/13 | IIІ  | 2 этап. Гр. «1»             | 3 из 6  | 30   | 15   | 7    | 8    | 47   | 28   | 52   | 2 773  | Сергийчук (9)   | 1/16 финала   |                                          | [ 43 ] [ 44 ] |
| 2013/14 | IIІ  | Вторая лига                 | 7 из 19 | 35   | 19   | 5    | 11   | 46   | 33   | 62   | 1 575  | Дацюк (13)      | 1/2 финала    | Наивысшее достижение в Кубке Украины (1) | [ 45 ] [ 46 ] |
| 2014/15 | IIІ  | Вторая лига                 | 1 из 10 | 27   | 20   | 5    | 2    | 54   | 12   | 65   | 1 859  | Батальский (18) | 1/16 финала   |                                          | [ 47 ]        |
| 2015/16 | II   | Первая лига                 | 2 из 16 | 30   | 16   | 7    | 7    | 45   | 27   | 55   | 3 593  | Скепский (8)    | 1/16 финала   |                                          |               |

## Достижения
Кубок Украины:
- Полуфиналист: 2013/14

Первая лига Украины:
- Серебряный призёр: 2015/16

Вторая лига Украины:
- Чемпион: 2014/15
- Бронзовый призёр: 2018/19

## Игроки клуба на крупных международных турнирах
| Турнир                  | Участники                        | Ист.   |
| ----------------------- | -------------------------------- | ------ |
| Летняя Универсиада 2013 | Дмитрий Кошелюк Сергей Панасенко | [ 48 ] |
| Летняя Универсиада 2015 | Игорь Мединский                  | [ 49 ] |